# آلنویل (آریزونا)
آلنویل (به انگلیسی: Allenville) یک منطقهٔ مسکونی در ایالات متحده آمریکا است که در آریزونا واقع شده‌است. آلنویل ۲۵۵ متر بالاتر از سطح دریا واقع شده‌است.